# Перси-ан-Ож
Перси́-ан-Ож (фр. Percy-en-Auge) — коммуна во Франции, находится в регионе Нижняя Нормандия. Департамент коммуны — Кальвадос. Входит в состав кантона Мезидон-Канон. Округ коммуны — Лизьё.
Код INSEE коммуны — 14493.

## Население
Население коммуны на 2010 год составляло 249 человек.
| 1962 | 1968 | 1975 | 1982 | 1990 | 1999 | 2010 |
| ---- | ---- | ---- | ---- | ---- | ---- | ---- |
| 343  | 278  | 259  | 245  | 223  | 228  | 249  |

## Экономика
В 2010 году среди 162 человек трудоспособного возраста (15—64 лет) 118 были экономически активными, 44 — неактивными (показатель активности — 72,8 %, в 1999 году было 68,6 %). Из 118 активных жителей работали 108 человек (64 мужчины и 44 женщины), безработных было 10 (2 мужчин и 8 женщин). Среди 44 неактивных 13 человек были учениками или студентами, 18 — пенсионерами, 13 были неактивными по другим причинам.